# اگناک پتیت
اگناک پتیت (به لاتین: Agnack Petit) یک منطقهٔ مسکونی در سنگال است که در Ziguinchor Region واقع شده‌است.